# Tusuros
Tusuros (łac. Dioecesis Tusuritanus) – diecezja historyczna w Cesarstwie rzymskim w prowincji Byzacena, współcześnie w Tunezji. Obecnie katolickie biskupstwo tytularne.

## Biskupi tytularni
| Lp. | Biskup                  | Funkcja                                      | Od              | Do               |
| --- | ----------------------- | -------------------------------------------- | --------------- | ---------------- |
| 1   | Josef-Leon Cardijn      | –                                            | 15 lutego 1965  | 25 lutego 1965   |
| 2   | Giovanni Benelli        | nuncjusz apostolski urzędnik Kurii Rzymskiej | 11 czerwca 1966 | 3 czerwca 1977   |
| 3   | Thomas Kelly            | biskup pomocniczy Waszyngtonu (USA)          | 12 czerwca 1977 | 28 grudnia 1981  |
| 4   | Paul Lanneau            | biskup pomocniczy Mechelen-Brukseli (Belgia) | 14 lutego 1982  | 26 stycznia 2017 |
| 5   | Amilton Manoel da Silva | biskup pomocniczy Kurytyby (Brazylia)        | 7 czerwca 2017  | 6 maja 2020      |